# Giuseppe Francesco Agnelli
Giuseppe Francesco Agnelli (Racconigi, 25 giugno 1789 – Torino, 19 gennaio 1865) è stato un imprenditore italiano.

## Biografia
Nato da Giovanni Lorenzo Agnelli e Teresa Oberti, è appartenente al cosiddetto "ramo imprenditoriale" della famiglia Agnelli, Giuseppe Francesco Agnelli, nato a Racconigi nel 1789, fu il nonno del fondatore della Fiat e il trisnonno del famoso Avvocato, ed è considerato l'iniziatore di una sempre più evidente ascesa della famiglia.
Poco dopo la Restaurazione egli, residente ormai nella capitale del Regno di Sardegna, figurava tra i banchieri torinesi (occorre precisare che a Torino con il termine "banchiere" erano chiamati non soltanto coloro che si dedicavano alle operazioni e negoziazioni di cambio e di banca, ma anche coloro che si occupavano della negoziazione delle sete gregge, spesso finanziando il lavoro dei filatori ed occupandosi poi di smerciare il prodotto, tanto grezzo quanto lavorato, sia all'interno dello Stato sabaudo, sia sul mercato estero).
Giuseppe Francesco importava e vendeva spezie all'ingrosso, ricavandone ampi guadagni, che reinvestiva comprando tenute e terreni agricoli e fondando a Carignano una raffineria di zucchero (la "Agnelli, Pelisseri e Compagnia, Raffinatori") con alta capacità produttiva, già presente con il proprio "zuccaro in pani affinato di primo getto" all'Esposizione nazionale d'industria del 1832 e destinataria di un premio in quella del 1838.
Giuseppe Francesco effettuava operazioni immobiliari e fondiarie, dimostrando capacità di imprenditore e creando in vari campi nuovi posti di lavoro. Lucrosissima, in particolare, risultò la compravendita della tenuta Parpaglia (una vasta cascina di quasi seicento giornate piemontesi, circa 228,6 ettari in totale, che si estendeva sui territori di Candiolo e Vinovo) acquistata nel 1840 da Teresa Audifredi. Parpaglia faceva parte anticamente del patrimonio dell'Ordine Mauriziano. Il banchiere Adriano Audifredi l'aveva comperata nel quadro delle alienazioni forzate decise in epoca napoleonica. Agnelli la pagò 310 000 lire e la rivendette dodici anni dopo, in seguito a serrate trattative, allo stesso Ordine Mauriziano, con un cospicuo guadagno, poiché il Re voleva ad ogni costo che fosse reintegrata nella tenuta di caccia di Stupinigi, per restituirle l'originaria consistenza ed estensione.

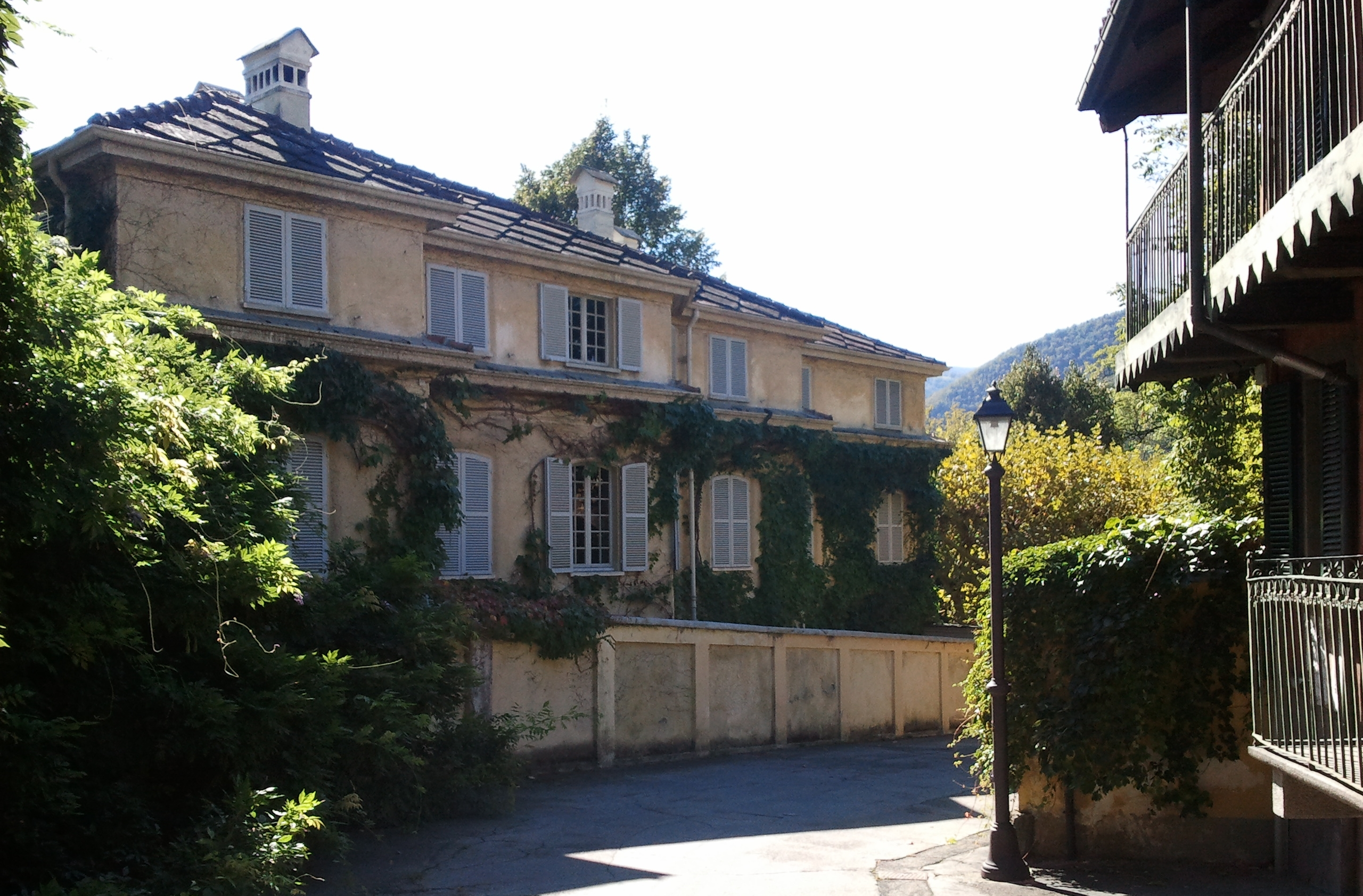
La villa Agnelli a Villar Perosa

Nel 1853, grazie alla liquidità derivante dalla cessione della suddetta tenuta, Agnelli acquistò dalla famiglia dei Turinetti di Priero, per 220 000 lire, la villa (da qualcuno attribuita a Filippo Juvarra) di Villar Perosa, con annesse circa 300 giornate di terra, considerata una tra le più sontuose "villeggiature" del Piemonte.
Intorno al 1821 Giuseppe Francesco sposò in prime nozze Maria Maggia, da cui ebbe cinque figli, l'ultimo dei quali, Edoardo, nato a Torino il 18 luglio 1831 e morto appena quarantenne, dette discendenza alla famiglia: fu il padre di Giovanni, fondatore della Fiat.